# Комбаров, Дмитрий Владимирович
Дми́трий Влади́мирович Комба́ров (род. 22 января 1987, Москва) — российский футболист, защитник и полузащитник; Главный тренер «Чайки». Брат-близнец Кирилла Комбарова. Участник чемпионата мира 2014 года и чемпионатов Европы 2012 и 2016 годов. Занимает второе место по количеству матчей в чемпионатах России в составе московского «Спартака» (226). Всего в чемпионатах России сыграл 380 матчей и забил 33 мяча (15 — с пенальти).

## Клубная карьера

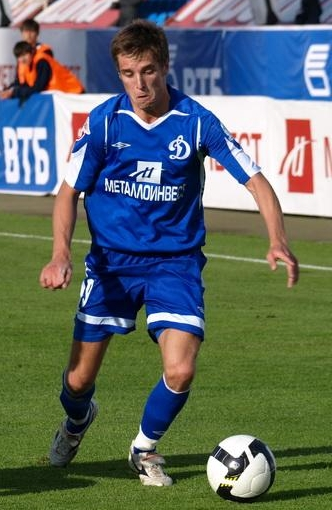
Комбаров в составе «Динамо»

Дмитрий Комбаров начал заниматься футболом с 4 лет. С 1993 года занимался в футбольной школе московского «Спартака», куда пошёл благодаря тому, что тренер Николай Паршин хорошо знал отца Дмитрия и потому, что Владимир Комбаров был болельщиком «Спартака». Паршин стал первым тренером Комбарова. Одновременно с футболом Комбаров с 9 до 11 лет занимался кикбоксингом. В возрасте 14 лет Дмитрий, вместе с братом, покинули «Спартак» из-за конфликта с тренером, считавшим Комбаровых бесперспективными. Из-за этого ухода «Спартак» стал для обоих братьев самым принципиальным соперником.

### «Динамо» Москва
После ухода из «Спартака», Комбаровы перешли в футбольную школу московского «Динамо», где тренировались у Юрия Ментюкова. С 2004 года они стали играть за дубль «бело-голубых». 13 июля 2005 года Комбаров дебютировал в основном составе клуба в матче Кубка России с брянским «Динамо».

### «Спартак» Москва
В августе 2010 года начались переговоры по поводу перехода обоих братьев Комбаровых в московский «Спартак»; брат Дмитрия, Кирилл, отказался комментировать слухи о трансфере. 15 августа Комбаровы стали игроками «Спартака»; сумма за трансфер обоих футболистов составила 10 млн долларов. Причиной перехода были названы желание развиваться, участие «Спартака» в Лиге чемпионов и то, что братья начинали футбольные выступления в школе «красно-белых». Президент «Динамо», Юрий Исаев, сказал, что Комбаровы были готовы остаться в составе «бело-голубых» только в случае существенного увеличения заработной платы, на что клуб не пошёл. Дмитрий Комбаров сказал:

Посоветовались друг с другом, с отцом и агентом. Взвесили все плюсы и минусы, и надо сказать, что плюсов оказалось гораздо больше. Во-первых, «Спартак» для нас не чужая команда. Во-вторых, у неё много верных и преданных болельщиков. Кроме того, появился шанс попробовать себя на более высоком уровне — в Лиге чемпионов.

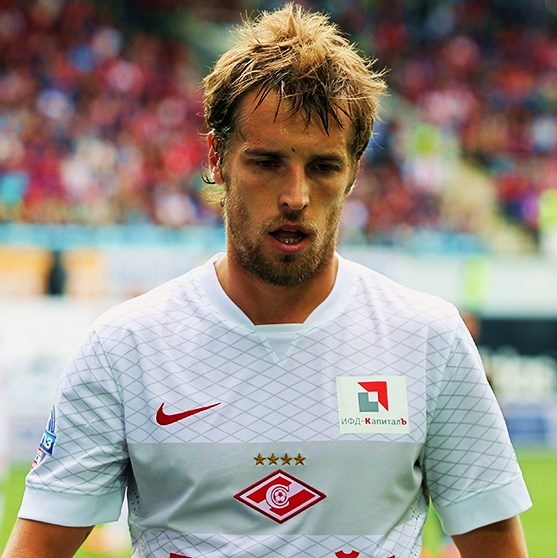
Комбаров в составе «Спартака»

21 августа Комбаров дебютировал в составе «Спартака» в матче с «Томью», который завершился победой «красно-белых» 4:2. Главный тренер «Спартака», Валерий Карпин, оценил дебют Комбарова, как «великолепный». 15 сентября того же года Комбаров дебютировал в Лиге чемпионов против «Марселя», в этой игре после его прострела был забит единственный гол в матче. 27 октября 2010 года в матче с «Зенитом» забил свой первый гол за «Спартак» с пенальти, этот гол стал победным, матч закончился со счётом 1:0. 17 февраля 2011 года в первом матче 1/16 Лиги Европы поразил ворота швейцарского «Базеля», забив тем самым свой первый гол в еврокубках. В сезоне 2011/2012 Комбаров был переведён на позицию центрального полузащитника. Это произошло в 29 туре в матче против «Локомотива», где Комбаров неожиданно для всех вышел не на привычной позиции левого полузащитника, а в центре поля. После матча Валерий Карпин дал положительную оценку игре Дмитрия Комбарова, отметив, что и в дальнейшем планирует использовать его в центре поля. По итогам сезона провёл больше всех минут на поле среди спартаковцев.
29 июля 2012 года в домашнем матче против нижегородской «Волги», Дмитрий реализовал пенальти в добавленное время матча и помог победить своей команде, 2:1. 18 августа Спартак вновь побеждает благодаря Комбарову, который реализует пенальти в тяжелейшем матче против казанского «Рубина». Через три дня в квалификационном раунде плей-офф Лиги чемпионов, против турецкого «Фенербахче», Дмитрий сначала отдаёт голевой пас на Эммануэля Эменике, а потом забивает сам красивым ударом с лета, после розыгрыша углового, «Спартак» побеждает 2:1. В последних турах чемпионата России выходит на поле с капитанской повязкой, это связано с травмами Диканя и Паршивлюка, которые являются капитаном и вице-капитаном красно-белых. 22 сентября 2013 года в игре против ЦСКА Комбаров забил победный мяч в ворота Игоря Акинфеева. Этот мяч стал для Комбарова последним за «Спартак», забитым с игры, после этого он отличался только с пенальти.
5 сентября 2014 года участвовал в матче открытия первого в истории клуба «Спартак» стадиона. Под руководством швейцарского тренера Мурата Якина «Спартак» сыграл вничью (1:1) с сербской командой «Црвена звезда». В этом матче был включён в стартовый состав и забил гол.
В сезонах 2014/15 и 2015/16 Дмитрий оставался ключевым игроком на левом фланге «Спартака». В каждом из этих сезонов Дмитрий сыграл по 25 матчей в чемпионате России и забил по два мяча.
В сезоне 2017/18 стал вторым в истории футболистом после Егора Титова, сыгравшим за «Спартак» 200 матчей в чемпионатах России.
29 октября 2018 года в игре против «Рубина» забил за «Спартак» впервые за три с лишним года. Этот мяч стал для Комбарова последним в составе «Спартака».
19 июня 2019 года расторг контракт со «Спартаком». Всего за 9 сезонов в «Спартаке» Дмитрий забил 21 мяч (13 — с пенальти) в чемпионате России, сыграв 226 матчей.

### «Крылья Советов» Самара
26 июня 2019 года присоединился к самарским «Крыльям Советов» на правах свободного агента, подписав двухлетний контракт. Команда после сезона 2019/20 выбыла в ФНЛ, но по итогам следующего сезона, в ходе которого Дмитрий принял участие в 33 матчах и отличился одним забитым мячом, смогла завоевать путёвку в высшую лигу. Тем не менее, контракт с Комбаровым не был продлён, и он покинул клуб.
В 2021 году появились сообщения о завершении карьеры защитником, которые Дмитрий вскоре опроверг.

## Карьера в сборной

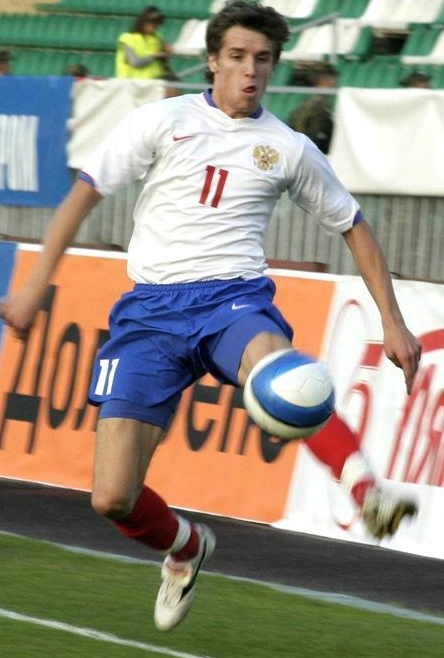
Комбаров в составе молодёжной сборной России

В 2011 году получил вызов в созданную вторую сборную России.
В феврале 2012 года был вызван в основную сборную России на товарищеский матч с Данией и дебютировал в этом матче за сборную, выйдя на поле во втором тайме вместо Константина Зырянова.

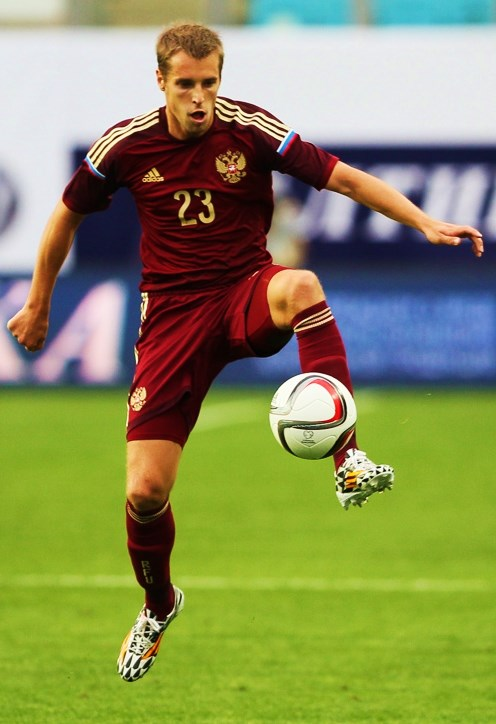
Комбаров в составе сборной России

Комбаров стал единственным игроком из «Спартака», включённым в заявку сборной России на Евро-2012. На турнире он был запасным и на поле так и не вышел.
Под руководством Капелло Комбаров стал игроком основного состава сборной, выступая на позиции левого защитника. Выходил на поле во всех 10 матчах отборочного цикла чемпионата мира 2014.
По итогам отборочных матчей к чемпионату мира 2014 года попал в символическую сборную турнира по версии goal.com вместе с Игорем Акинфеевым.
5 марта 2014 года в товарищеском матче против сборной Армении Дмитрий забил свой первый гол за национальную команду, реализовав пенальти в конце первого тайма.
В апреле 2014 года Дмитрий попал в заявку сборной на поездку в Бразилию на мировое первенство. На турнире он сыграл в матчах против сборных Республики Корея, Бельгии и Алжира.
8 сентября 2014 года в первом матче отборочного турнира ЧЕ-2016 против сборной Лихтенштейна Комбаров реализовал пенальти.
На чемпионате Европы 2016 года во Франции Дмитрий оставался в запасе первые два матча на турнире против Англии (1:1) и Словакии (1:2). В третьем матче Леонид Слуцкий выпустил Комбарова в стартовом составе против Уэльса (0:3), он провёл полный матч.

## Тренерская карьера
20 декабря 2018 года сдал экзамен в Академии тренерского мастерства на кафедре РГУФКСМиТ и получил лицензию УЕФА категории «А». 4 июля 2022 года начал свою тренерскую карьеру, возглавив петербургскую «Звезду» из второй лиги. Под руководством Комбарова «Звезда» достигла ряда рекордов — первый в истории клуба выход в 1/4 финала Кубка России пути регионов, крупнейшие победы со счётом 7:0 и девять побед подряд, за период работы тренера группа молодых футболистов добилась прогресса в своём развитии и перешла в клубы уровнем выше.
19 января 2024 года был назначен главным тренером в воссозданный фарм-клуб московского «Спартака» — «Спартак-2». В марте 2025 года получил тренерскую лицензию UEFA Pro. 17 июля 2025 года вместе со своим штабом покинул «Спартак-2». В этот же день стал главным тренером песчанокопской «Чайки», выступающей в Первой лиге.

## Достижения

### Командные
Динамо (Москва)
- Бронзовый призёр чемпионата России: 2008

Спартак (Москва)
- Чемпион России: 2016/17
- Серебряный призёр чемпионата России: 2011/12
- Бронзовый призёр чемпионата России: 2017/18
- Обладатель Суперкубка России: 2017

### Личные
- Лауреат национальной премии РФС «33 лучших игрока сезона» (6): 2011/12 (№ 3); 2012/13 (№ 1); 2013/14 (№ 2) и 2014/15 (№ 2); 2016/17 (№ 1)[49]; 2017/18 (№ 3)
- Лучший левый полузащитник по версии газеты «Спорт-Экспресс»: 2011/12
- Лучший футболист месяца чемпионата России по футболу: апрель 2013
- Игрок года футбольного клуба «Спартак» Москва: 2012/13
- Член символической сборной квалификационного турнира чемпионата мира 2014 года в зоне УЕФА по версии Goal.com

## Личная жизнь
Женился 2 сентября 2011 года. 24 февраля 2012 года у него и супруги Татьяны родилась дочь Ульяна. 21 ноября 2024 году женился во второй раз на Татьяне из Самары. 15 мая 2025 года у пары родился сын.

## Статистика

### Клубная
| Клуб             | Сезон            | Лига | Лига | Кубок | Кубок | Еврокубки | Еврокубки | Прочее | Прочее | Итого | Итого |
| Клуб             | Сезон            | Игры | Голы | Игры  | Голы  | Игры      | Голы      | Игры   | Голы   | Игры  | Голы  |
| ---------------- | ---------------- | ---- | ---- | ----- | ----- | --------- | --------- | ------ | ------ | ----- | ----- |
| Динамо (Москва)  | 2005             | 1    | 0    | 1     | 0     | —         | —         | —      | —      | 2     | 0     |
| Динамо (Москва)  | 2006             | 27   | 1    | 6     | 1     | —         | —         | —      | —      | 33    | 2     |
| Динамо (Москва)  | 2007             | 29   | 2    | 6     | 1     | —         | —         | —      | —      | 35    | 3     |
| Динамо (Москва)  | 2008             | 30   | 1    | 2     | 0     | —         | —         | —      | —      | 32    | 1     |
| Динамо (Москва)  | 2009             | 29   | 4    | 3     | 0     | 4         | 0         | —      | —      | 36    | 4     |
| Динамо (Москва)  | 2010             | 16   | 4    | 1     | 0     | —         | —         | —      | —      | 17    | 4     |
| Динамо (Москва)  | Итого            | 132  | 12   | 19    | 2     | 4         | 0         | 0      | 0      | 155   | 14    |
| Спартак (Москва) | 2010             | 14   | 1    | 0     | 0     | 6         | 0         | —      | —      | 20    | 1     |
| Спартак (Москва) | 2011/12          | 40   | 6    | 4     | 1     | 7         | 3         | —      | —      | 51    | 10    |
| Спартак (Москва) | 2012/13          | 29   | 7    | 0     | 0     | 8         | 1         | —      | —      | 37    | 8     |
| Спартак (Москва) | 2013/14          | 28   | 2    | 2     | 1     | 1         | 0         | —      | —      | 31    | 3     |
| Спартак (Москва) | 2014/15          | 25   | 2    | 0     | 0     | —         | —         | —      | —      | 25    | 2     |
| Спартак (Москва) | 2015/16          | 25   | 2    | 1     | 0     | —         | —         | —      | —      | 26    | 2     |
| Спартак (Москва) | 2016/17          | 27   | 0    | 1     | 0     | 2         | 0         | —      | —      | 30    | 0     |
| Спартак (Москва) | 2017/18          | 25   | 0    | 3     | 0     | 6         | 0         | 1      | 0      | 35    | 0     |
| Спартак (Москва) | 2018/19          | 13   | 1    | 2     | 0     | 4         | 0         | —      | —      | 19    | 1     |
| Спартак (Москва) | Итого            | 226  | 21   | 13    | 2     | 34        | 4         | 1      | 0      | 274   | 27    |
| Крылья Советов   | 2019/20          | 22   | 0    | 0     | 0     | —         | —         | —      | —      | 22    | 0     |
| Крылья Советов   | 2020/21          | 28   | 0    | 5     | 1     | —         | —         | —      | —      | 33    | 1     |
| Крылья Советов   | Итого            | 50   | 0    | 5     | 1     | —         | —         | —      | —      | 55    | 1     |
| Всего за карьеру | Всего за карьеру | 408  | 33   | 37    | 5     | 38        | 4         | 1      | 0      | 484   | 42    |

### В сборной
| Матчи и голы Комбарова за сборную России | Матчи и голы Комбарова за сборную России | Матчи и голы Комбарова за сборную России | Матчи и голы Комбарова за сборную России | Матчи и голы Комбарова за сборную России | Матчи и голы Комбарова за сборную России |
| №                                        | Дата                                     | Соперник                                 | Счёт                                     | Голы Комбарова                           | Турнир                                   |
| ---------------------------------------- | ---------------------------------------- | ---------------------------------------- | ---------------------------------------- | ---------------------------------------- | ---------------------------------------- |
| 1                                        | 29 февраля 2012                          | Дания                                    | 2:0                                      | —                                        | Товарищеский матч                        |
| 2                                        | 25 мая 2012                              | Уругвай                                  | 1:1                                      | —                                        | Товарищеский матч                        |
| 3                                        | 29 мая 2012                              | Литва                                    | 0:0                                      | —                                        | Товарищеский матч                        |
| 4                                        | 1 июня 2012                              | Италия                                   | 3:0                                      | —                                        | Товарищеский матч                        |
| 5                                        | 7 сентября 2012                          | Северная Ирландия                        | 2:0                                      | —                                        | Отборочные матчи ЧМ-2014                 |
| 6                                        | 11 сентября 2012                         | Израиль                                  | 4:0                                      | —                                        | Отборочные матчи ЧМ-2014                 |
| 7                                        | 12 октября 2012                          | Португалия                               | 1:0                                      | —                                        | Отборочные матчи ЧМ-2014                 |
| 8                                        | 16 октября 2012                          | Азербайджан                              | 1:0                                      | —                                        | Отборочные матчи ЧМ-2014                 |
| 9                                        | 14 ноября 2012                           | США                                      | 2:2                                      | —                                        | Товарищеский матч                        |
| 10                                       | 6 февраля 2013                           | Исландия                                 | 2:0                                      | —                                        | Товарищеский матч                        |
| 11                                       | 25 марта 2013                            | Бразилия                                 | 1:1                                      | —                                        | Товарищеский матч                        |
| 12                                       | 7 июня 2013                              | Португалия                               | 0:1                                      | —                                        | Отборочные матчи ЧМ-2014                 |
| 13                                       | 14 августа 2013                          | Северная Ирландия                        | 0:1                                      | —                                        | Отборочные матчи ЧМ-2014                 |
| 14                                       | 6 сентября 2013                          | Люксембург                               | 4:1                                      | —                                        | Отборочные матчи ЧМ-2014                 |
| 15                                       | 10 сентября 2013                         | Израиль                                  | 3:1                                      | —                                        | Отборочные матчи ЧМ-2014                 |
| 16                                       | 11 октября 2013                          | Люксембург                               | 4:0                                      | —                                        | Отборочные матчи ЧМ-2014                 |
| 17                                       | 15 октября 2013                          | Азербайджан                              | 1:1                                      | —                                        | Отборочные матчи ЧМ-2014                 |
| 18                                       | 15 ноября 2013                           | Сербия                                   | 1:1                                      | —                                        | Товарищеский матч                        |
| 19                                       | 19 ноября 2013                           | Республика Корея                         | 2:1                                      | —                                        | Товарищеский матч                        |
| 20                                       | 5 марта 2014                             | Армения                                  | 2:0                                      | 1                                        | Товарищеский матч                        |
| 21                                       | 26 мая 2014                              | Словакия                                 | 1:0                                      | —                                        | Товарищеский матч                        |
| 22                                       | 31 мая 2014                              | Норвегия                                 | 1:1                                      | —                                        | Товарищеский матч                        |
| 23                                       | 6 июня 2014                              | Марокко                                  | 2:0                                      | —                                        | Товарищеский матч                        |
| 24                                       | 17 июня 2014                             | Республика Корея                         | 1:1                                      | —                                        | Финальные матчи ЧМ-2014                  |
| 25                                       | 22 июня 2014                             | Бельгия                                  | 0:1                                      | —                                        | Финальные матчи ЧМ-2014                  |
| 26                                       | 27 июня 2014                             | Алжир                                    | 1:1                                      | —                                        | Финальные матчи ЧМ-2014                  |
| 27                                       | 3 сентября 2014                          | Азербайджан                              | 4:0                                      | —                                        | Товарищеский матч                        |
| 28                                       | 8 сентября 2014                          | Лихтенштейн                              | 4:0                                      | 1                                        | Отборочные матчи ЧЕ-2016                 |
| 29                                       | 9 октября 2014                           | Швеция                                   | 1:1                                      | —                                        | Отборочные матчи ЧЕ-2016                 |
| 30                                       | 15 ноября 2014                           | Австрия                                  | 0:1                                      | —                                        | Отборочные матчи ЧЕ-2016                 |
| 31                                       | 27 марта 2015                            | Черногория                               | 3:0                                      | —                                        | Отборочные матчи ЧЕ-2016                 |
| 32                                       | 7 июня 2015                              | Беларусь                                 | 4:2                                      | —                                        | Товарищеский матч                        |
| 33                                       | 14 июня 2015                             | Австрия                                  | 0:1                                      | —                                        | Отборочные матчи ЧЕ-2016                 |
| 34                                       | 8 сентября 2015                          | Лихтенштейн                              | 7:0                                      | —                                        | Отборочные матчи ЧЕ-2016                 |
| 35                                       | 9 октября 2015                           | Молдова                                  | 2:1                                      | —                                        | Отборочные матчи ЧЕ-2016                 |
| 36                                       | 12 октября 2015                          | Черногория                               | 2:0                                      | —                                        | Отборочные матчи ЧЕ-2016                 |
| 37                                       | 17 ноября 2015                           | Хорватия                                 | 1:3                                      | —                                        | Товарищеский матч                        |
| 38                                       | 26 марта 2016                            | Литва                                    | 3:0                                      | —                                        | Товарищеский матч                        |
| 39                                       | 1 июня 2016                              | Чехия                                    | 1:2                                      | —                                        | Товарищеский матч                        |
| 40                                       | 20 июня 2016                             | Уэльс                                    | 0:3                                      | —                                        | Финальные матчи ЧЕ-2016                  |
| 41                                       | 10 ноября 2016                           | Катар                                    | 1:2                                      | —                                        | Товарищеский матч                        |
| 42                                       | 24 марта 2017                            | Кот-д’Ивуар                              | 0:2                                      | —                                        | Товарищеский матч                        |
| 43                                       | 28 марта 2017                            | Бельгия                                  | 3:3                                      | —                                        | Товарищеский матч                        |
| 44                                       | 9 июня 2017                              | Чили                                     | 1:1                                      | —                                        | Товарищеский матч                        |
| 45                                       | 21 июня 2017                             | Португалия                               | 0:1                                      | —                                        | Кубок конфедераций 2017                  |
| 46                                       | 14 ноября 2017                           | Испания                                  | 3:3                                      | —                                        | Товарищеский матч                        |
| 47                                       | 23 марта 2018                            | Бразилия                                 | 0:3                                      | —                                        | Товарищеский матч                        |

Итого по официальным матчам: 47 матчей / 2 гола; 22 победы, 13 ничьих, 12 поражений.

### Тренер
| Клуб                     | Начало работы  | Окончание работы | Результаты | Результаты | Результаты | Результаты | Результаты | Результаты | Результаты | Результаты |
| Клуб                     | Начало работы  | Окончание работы | И          | В          | Н          | П          | МЗ         | МП         | РМ         | % побед    |
| ------------------------ | -------------- | ---------------- | ---------- | ---------- | ---------- | ---------- | ---------- | ---------- | ---------- | ---------- |
| Звезда (Санкт-Петербург) | 4 июля 2022    | 18 января 2024   | 56         | 23         | 13         | 20         | 115        | 88         | +27        | 041,07     |
| Спартак-2                | 19 января 2024 | 17 июля 2025     | 44         | 28         | 7          | 9          | 95         | 45         | +50        | 063,64     |
| Чайка (Песчанокопское)   | 17 июля 2025   | н. в.            | 0          | 0          | 0          | 0          | 0          | 0          | +0         | —          |
| Всего                    | Всего          | Всего            | 100        | 51         | 20         | 29         | 210        | 133        | +77        | 051,00     |